# Porta Bubàstida

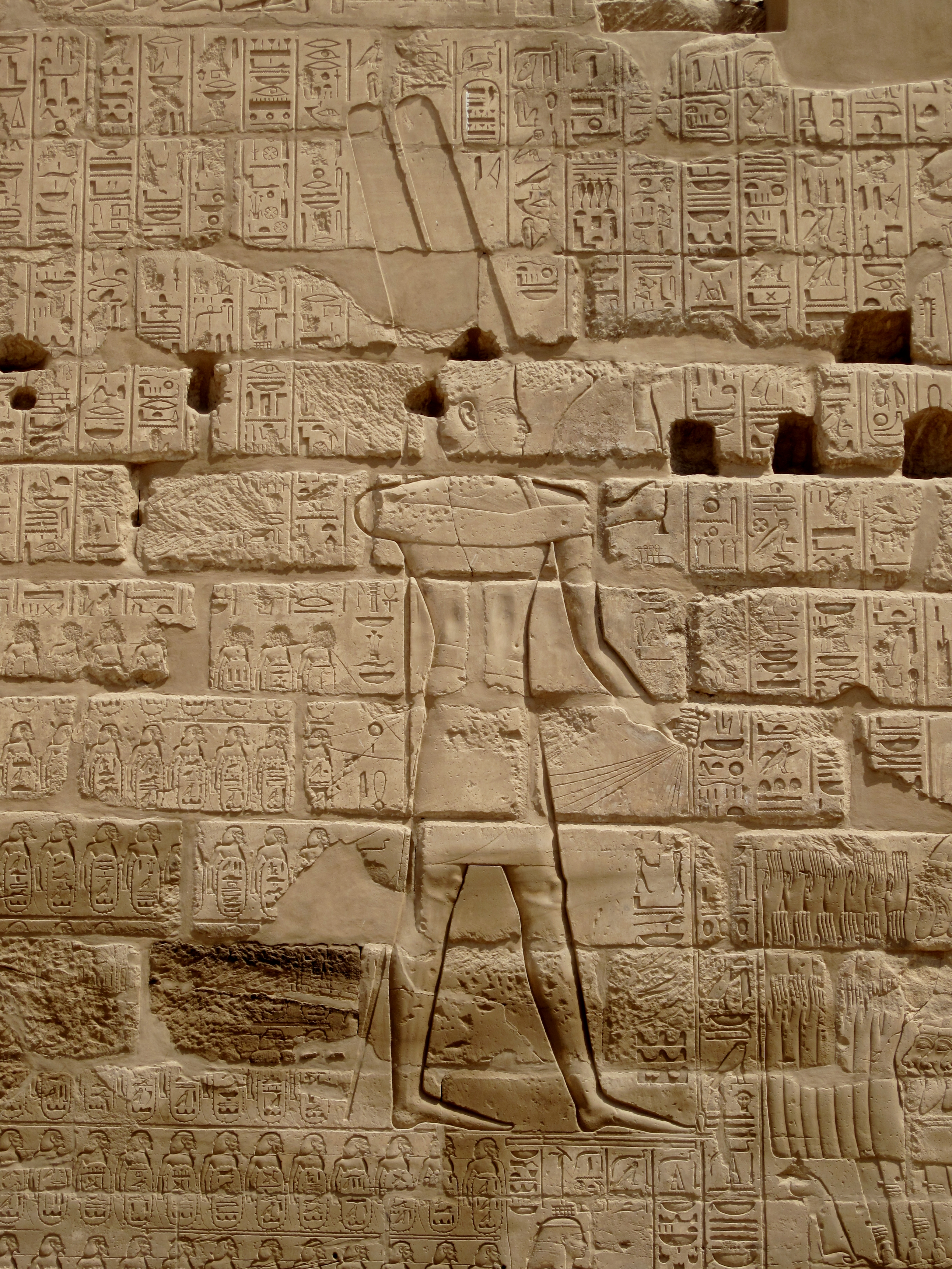
Relleu commemoratiu de la campanya de Sheshonq I a l'Orient Pròxim, a Karnak

La Porta Bubàstida es troba a Karnak, dins el conjunt del Temple del Recinte d'Amon-Ra, entre el Temple de Ramsés III i el segon piló. Registra les conquestes i la campanya militar a Palestina de Sheshonq I, de la Dinastia XXII. Sheshonq I s'ha identificat amb el Sosaq bíblic, de manera que el relleu també es coneix com la Inscripció de Shishak o el Relleu de Shishaq.

## Història
Aquesta porta l'aixecaren els reis de la Dinastia XXII d'Egipte, també coneguda com la "Dinastia Bubàstida". És al costat sud-est del Temple de Ramsés III.
Tot i que els europeus coneixien Karnak des del final de l'edat mitjana, la possible importància del Portal Bubàstida no era pas evident abans del desxiframent dels jeroglífics. Jean-François Champollion visità Karnak el 1828, sis anys després de la publicació de la traducció de la Pedra de Rosetta. En les seues cartes va escriure: 
| «                                                                                 | En aquest meravellós palau, vaig contemplar els retrats de la majoria dels antics faraons coneguts per les seues grans accions, i són retrats reals; representats cent vegades en els baixos relleus de les parets interios i exteriors, cadascú conserva la seua fesomia, que no té res a veure amb la dels predecessors o successors; allí, en un quadre colossal, una escultura realment gran i heroica, més perfecta que no es troba pas a Europa, veiem Mandoueï lluitant contra els pobles enemics d'Egipte, i retornant triomfalment a la terra natal; més endavant les campanyes de Ramsés; en altra banda, Sheshonq I arrossegant els peus de la Tríada Tebana (Amon, Mut i Khonsu), els dirigents de més de trenta nacions derrotades, entre els quals vaig trobar, com degué ser, en la seua totalitat, Ioudahamalek (Pl. 2.) Aquest és un comentari que s'afegirà al capítol XIV del Primer llibre dels Reis, que de fet relata la llegada de Sesonchis a Jerusalem i els seus èxits: d'ací prové la identitat que establírem entre l'egipci Sheschonck, el Sesonchis de Maneton i el Sèsac o Scheschôk de la Bíblia, i es confirma de la manera més satisfactòria. | » |
| — Jean-François Champollion, Lettres ecrites d'Egypte et de Nubie en 1828 et 1829 | |   |

## Descripció

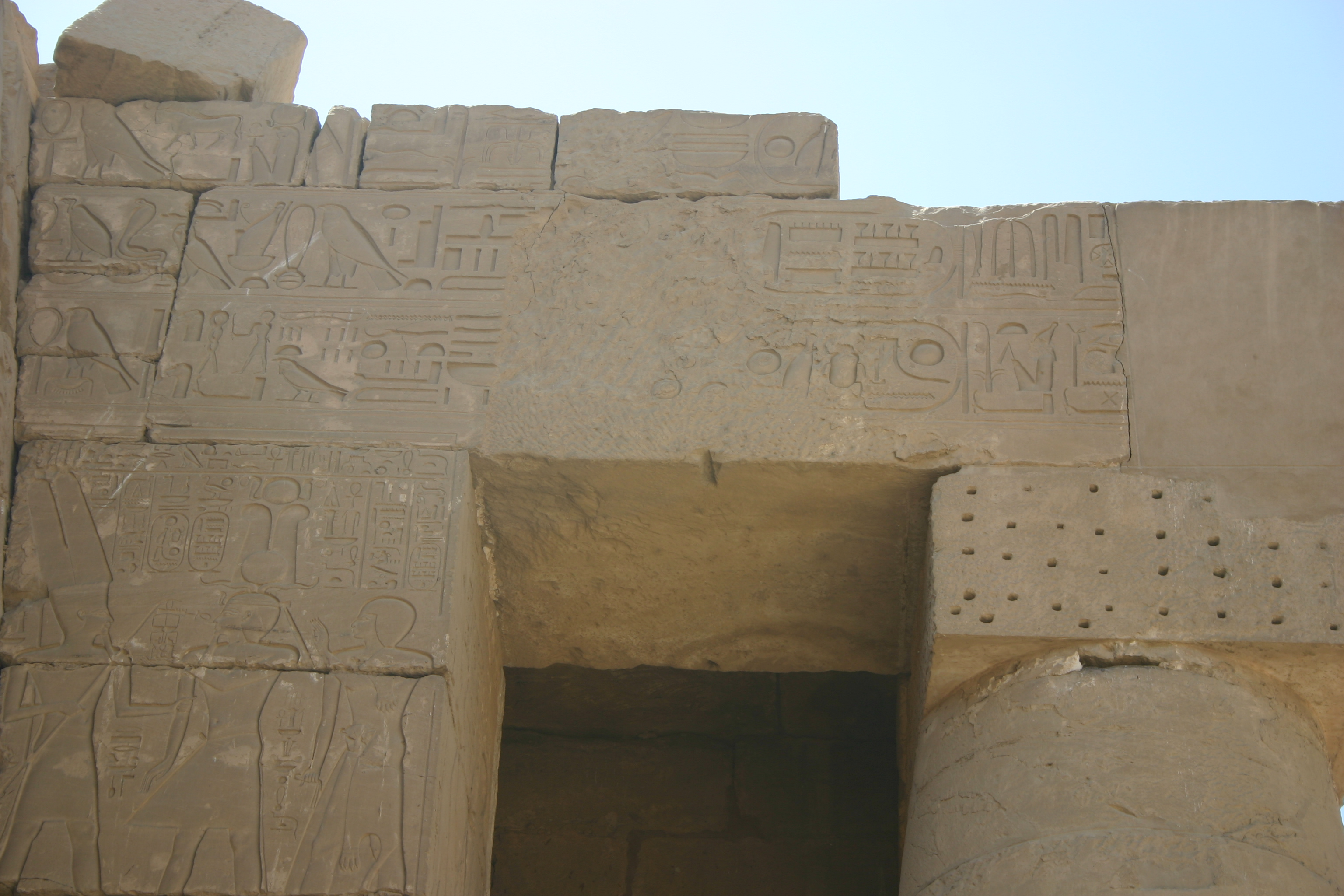
Portal que mostra cartutxos de Sheshonq I

Una façana mostra el rei Sheshonq I, Teklot i Osorkon el Vell de la Dinastia XXII, fent ofrenes a les deïtats. Una altra escena mostra Sheshonq I agafant un grup de captius pels cabells i colpejant-los amb la seua maça. Darrere i al seu davall, hi ha els noms de pobles cananeus en diverses fileres. Molts d'aquests han desaparegut, però originàriament hi havia 156 noms. Les inscripcions no donen pas detalls d'aquesta expedició i només esmenten la victòria sobre els asiàtics.

## Narrativa bíblica
La narració bíblica diu: 
| «                  | El cinqué any del rei Roboam, Sosaq, rei d'Egipte, va pujar contra Jerusalem i s'apoderà dels tresors de la Casa de Iahvé i dels tresors de la casa del rei; de tot s'apoderà. | » |
| — I Reis 14: 25-26 | |   |

| «                      | I va succeir que el cinqué any del rei Roboam va pujar Sosaq, rei d'Egipte, contra Jerusalem, -perquè no era fidel a Iahvé- amb 1.200 carros i 60.000 cavalls; no es podia pas comptar la gent que venia amb ell d'Egipte: libis, sukies i etíops. Prengué les ciutats fortificades i arribà a Jerusalem. | » |
| — II Cròniques 12: 2-4 | |   |

El text bíblic fa pensar que la motivació principal de la campanya contra Palestina era controlar les grans rutes del comerç terrestre que comunicaven Aràbia, Egipte i les ciutats fenícies per la Via Maris, o Aràbia i Damasc per la Ruta dels Reis. En temps pretèrits, els jueus havien desplaçat les rutes de comerç, en temps de David i Salomó, d'Egipte a Palestina.
Alguns estudiosos creuen que el relat que Shishak va saquejar Jerusalem és de dubtosa historicitat.

## Contingut
Tot seguit es mostra la transcripció i interpretació dels 156 noms de la inscripció.

### Secció una
Fila I - Llista dels Nou Arcs 

1. tirsy- Terra del Sud (és a dir, Alt Egipte) 

2. ti mhw = Terra del Nord (és a dir, Baix Egipte) 

3. iwn.tiw = Tribals 

4. thnw = Libis 

5. sht[-iimw\ - Sekhet[-Iam]

6. mn[.tiw] = Beduïns 

7. pd[.tiwswi\= Arc [homes de ploma]

8. Sit = Alta Núbia 

9. /tf[.wwi]<b.w = Del Nord 

### Secció dues: plana costanera, Shephelah, plana deMeguidói plana deJizreel
10. mi.ti Tr.f] = Còpia del [desplaçament]

11. St 1

12. m[ ]i[] = Makkedah

13. rbt = Rubate

Fila II

14. r<7i*/ = Ta'anach

15. Snmi = Shunem

16. btSnri = Beth-Shean

17. r#H = Rehob

18. hprmi = Hapharaim

19. idrm = Adoraim

20. destruït

21. Swd

22. mhnm - Mahanaim

23. <7&<7i = Gibeon

24. bthwrn = Beth-Horon

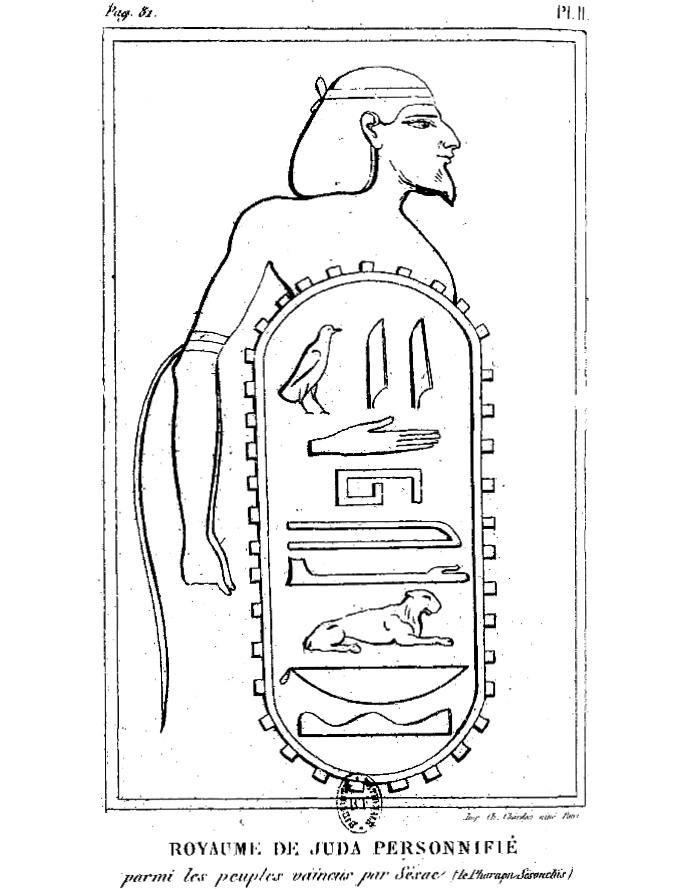
El dibuix de Champollion el 1829 d'un cartutx mostrant el nom "ydhmrk". La frase significa "Yad Hemmelek" ("Mà del Rei")

25. qdtm = Kiriath-jearim o Gath-Gittaim

26. iywrn = Aijalon

Fila III

27. mkdi = Megiddo

28. Wr = Adar

29. ydhmrk = Yad Hammelek

30. [ ]rr

31. hinm = Henam

32. c rn = Aruna

33. brm = Borim

34. ddptr = Giti-Padalla

35. y[]h[]m = Yehem

36. bfrm = Beth 'Olam

37. kqr

38. £/* = Socoh

39. bttp = Beth-Tappuah

Fila IV

40. ibri 

41. [ ]htp

42. destruït

43. destruït

44. destruït

45. btdb[ ]

46. nbk[ ]

47. [ ]/[ ]

48. destruït

49. destruït

50. destruït

51. [ \ssd[\

52. destruït

Row V

53. [p]nir = Penuel

54. hdSt

55. pktt / pi-wr-ktt

56. idmi = Adam

57. dmrm = Zemaraim

58. [ ]</r = Migdol

59. [ ]/tf/ = Tirzah

60. [ ]/ir

61. [ l/[]

62. destruït 

63. destruït 

64. [ ]#m 

65. pi- r mq = La Vall

### Secció Tres - àrea deNègueb
Row VI

66. r W/ = Ezem / Umm el-Azam

67. inr

68. pihqri = el fort

69. ftiSi = Photis

70. irhrr = Jehallel / El-Hallal

71. plhqri

72. ibrm

73. Sbrt = corrent

74. ngbry = d'(Ezion-)Geber

75. Sbrt = corrent

76. wrkt

77. pihqri

78. n c dyt

79. dd[ ]/

80. dpqi = Sapek

81. m[Vl 1

82. tp[ ]

Fila VII

83. gnit

84. /?4ng6 = El Nèguev

85. r dht

86. tSdnw

87. pi hqr[t]

88. Snyi

89. he/

90. pi ng[b] = El Nègu(ev)

91. whtwrk[ ]

92. pi ngb = El Nèguev

93. tfM'l

94. plhgri

95. hnnl 

96. pihgri 

97. irqd = El-Gad 

98. [id\mmt 

99. hnni

Fila VIII

100. Wr/ = Adar

101. plhgri 

102. [trw]n 

103. hydbi 

104. 5rnrm 

105. [ ]y[ ]

106. dwt

107. hqrm 

108. r rd/r = Arad

109. [rbt] = Great 

110. r r<// = Arad 

111. nbtr

112. yrhm = Yeroham 

113. [ 1/

114. destruït 

115. destruït 

116. /rf[r]/

Fila IX

117. [idr ]

118. [bi\ 

119. [M 

120. [ ]ryk 

121. frtmi = Peleth 

122. \i\br

123. brrd 

124. bfnt = Beth-Anath 

125. Srhn = Sharuhen 

126. irmtn = El-mattan 

127. g/ri = Goren 

128. idmm

129. [ lr/j/ 

130. [ ]r 

131. mr[ ]

132. irr[ ]

133. yd 1

Fila X

134. destruït 

135. destruït 

136. destruït 

137. destruït 

138. destruït 

139. yrhm = Yehoram 

140. /<rt = Onam

141. destruït 

142. [ ]g[ ]

143. destruït 

144. destruït 

145. m[k ]

146. i[]d[r ]

147. destruït 

148. destruït 

149. [ ]3

150. yrdn

Extensió de la Fila X

la. Srdd

2a. rph = Raphiah 

3a. r&n = Laban

4a. c ngrn 

5a. hm